# Flower Parade at Pasadena, California
Flower Parade at Pasadena, California è un cortometraggio muto del 1910 diretto da Gilbert M. 'Broncho Billy' Anderson.

## Produzione
Il documentario, prodotto dall'Essanay Film Manufacturing Company, venne girato in California, a Pasadena, durante l'annuale parata dei fiori che riprende quella famosa di Nizza, sulla Costa Azzurra.

## Distribuzione
Distribuito dall'Essanay Film Manufacturing Company, il film - un cortometraggio di 105 metri - uscì nelle sale cinematografiche USA il 19 gennaio 1910. Nelle proiezioni, veniva programmato con il sistema dello split reel, accorpato in un'unica bobina con un altro cortometraggio prodotto dall'Essanay e diretto da Anderson, il western Won by a Hold-Up.